# Narodowy pomnik przyrody Skalická Morávka
Narodowy pomnik przyrody Skalická Morávka (cz. Národní přírodní památka Skalická Morávka) – obszarowy narodowy pomnik przyrody w Czechach, w kraju morawsko-śląskim, w powiecie Frydek-Mistek. Powstał w 2006 i obejmuje 101,98 ha powierzchni, wzdłuż rzeki Morawki, poczynając od 5,47 km jej biegu poniżej miejscowości Raszkowice, w dół przez miejscowości Ligota Górna, Ligota Dolna, Noszowice, docierając pomiędzy Dobrą i Skalicę (część miasta Frydek-Mistek), na 10,6 km biegu rzeki.
Będące pod ochroną meandrujące koryto rzeki Morawki zostało słabo zmienione przez człowieka. Spośród rzadkich i chronionych roślin występują tu m.in. września pobrzeżna, skrzyp pstry, skrzyp zimowy, skrzyp gałęziasty, trzcinnik szuwarowy, wierzba siwa, wierzba wawrzynkowa. Natomiast pośród zwierząt bytują tu szarańczak, wymyk szarawy, minóg strumieniowy, rak rzeczny, głowacz pręgopłetwy, kumak górski, zaskroniec zwyczajny, wydra.